# Narcissus cyclamineus
Narcissus cyclamineus es una especie de planta bulbosa perteneciente a la familia de las amarilidáceas y el único miembro del género Narcissus de la sección Cyclaminei. Es originaria de la península ibérica.

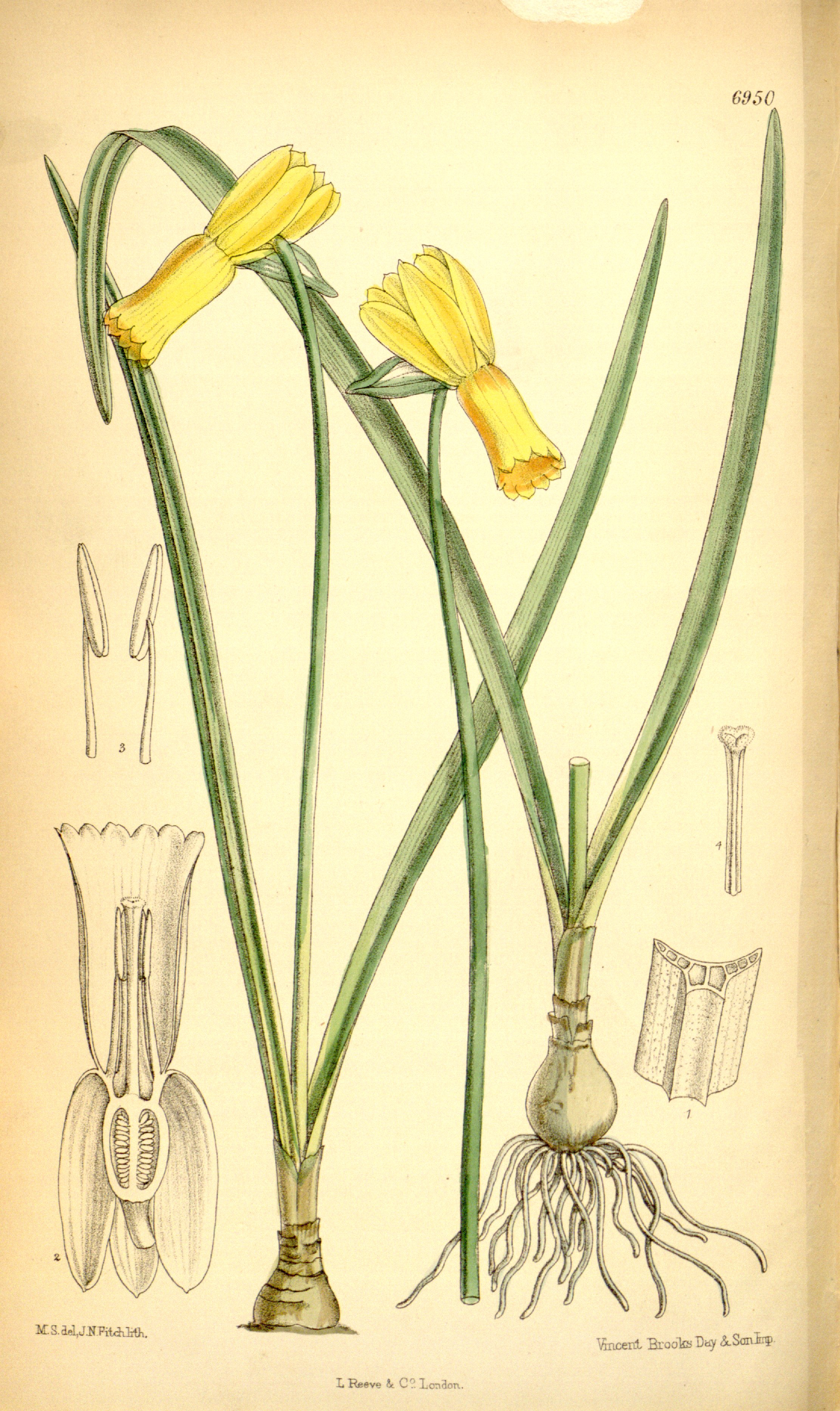
Ilustración.

## Descripción
Es una especie de  narciso clásico con pequeñas flores de color amarillo, con los pétalos recurvados. Se distribuye por el noroeste de Portugal y España. Crecen mejor en lugares húmedos de turba en arena con sombra parcial.

## Taxonomía
Narcissus cyclamineus fue descrita por el briólogo, botánico, micólogo, pteridólogo suizo, Augustin Pyrame de Candolle y publicado en Les Liliacees...a Paris 8: sub t. 486, en el año 1815.
Citología
Número de cromosomas de Narcissus cyclamineus (Fam. Amaryllidaceae) y táxones infraespecíficos: 2n=14, 14+O-1B
Etimología
Narcissus: nombre genérico que hace referencia al joven narcisista de la mitología griega Νάρκισσος (Nárkissos), hijo del dios río Cefiso y de la ninfa Liríope; que se distinguía por su belleza. 
El nombre deriva de la palabra griega: ναρκὰο, narkào (‘narcótico’), y se refiere al olor penetrante y embriagante de las flores de algunas especies (algunos sostienen que la palabra deriva de la palabra persa نرگس y que se pronuncia Nargis, que indica que esta planta es embriagadora). 
cyclamineus: epíteto latino.
Sinonimia
- Ajax cyclamineus (DC.) Haw.
- Narcissus pseudonarcissus subsp. cyclamineus (DC.) Baker[4]